# SN 2010am
SN 2010am – supernowa typu IIb odkryta 12 marca 2010 roku w galaktyce A093301+1549. W momencie odkrycia miała maksymalną jasność 17,80m.